# 沃莱穆宗
沃莱穆宗（法語：Vaux-lès-Mouzon，法語發音：[vo lɛ muzɔ̃]，意为“穆宗附近的沃”）是法国阿登省的一个市镇，属于色当区。

## 地理
沃莱穆宗（49°36'26"N, 5°7'47"E）面积7.64 平方千米，位于法国大東部大區阿登省，该省份为法国北部内陆省份，西接埃纳省，南至马恩省，东临默兹省，北与比利时接壤。
与沃莱穆宗接壤的市镇（或旧市镇、城区）包括：卡里尼昂、厄伊和隆比、马朗德里、萨伊、穆兰圣于贝尔、欧特雷维尔-圣朗贝尔、穆宗。

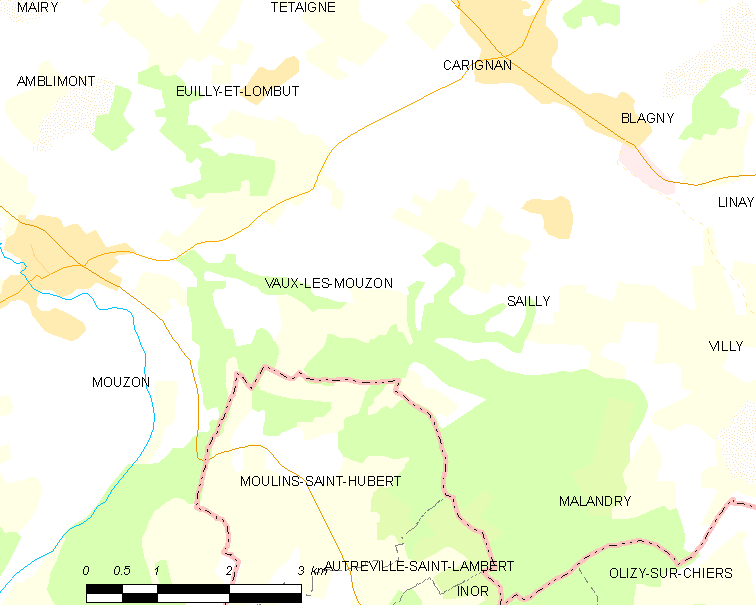
沃莱穆宗的OSM定位图

沃莱穆宗的时区为UTC+01:00、UTC+02:00（夏令时）。

## 行政
沃莱穆宗的邮政编码为08210，INSEE市镇编码为08466。

## 政治
沃莱穆宗所属的省级选区为卡里尼昂县。

## 人口

1962-2008年间沃莱穆宗人口变化图示

沃莱穆宗于2022年1月1日时的人口数量为72人。